# Pascual Cucó

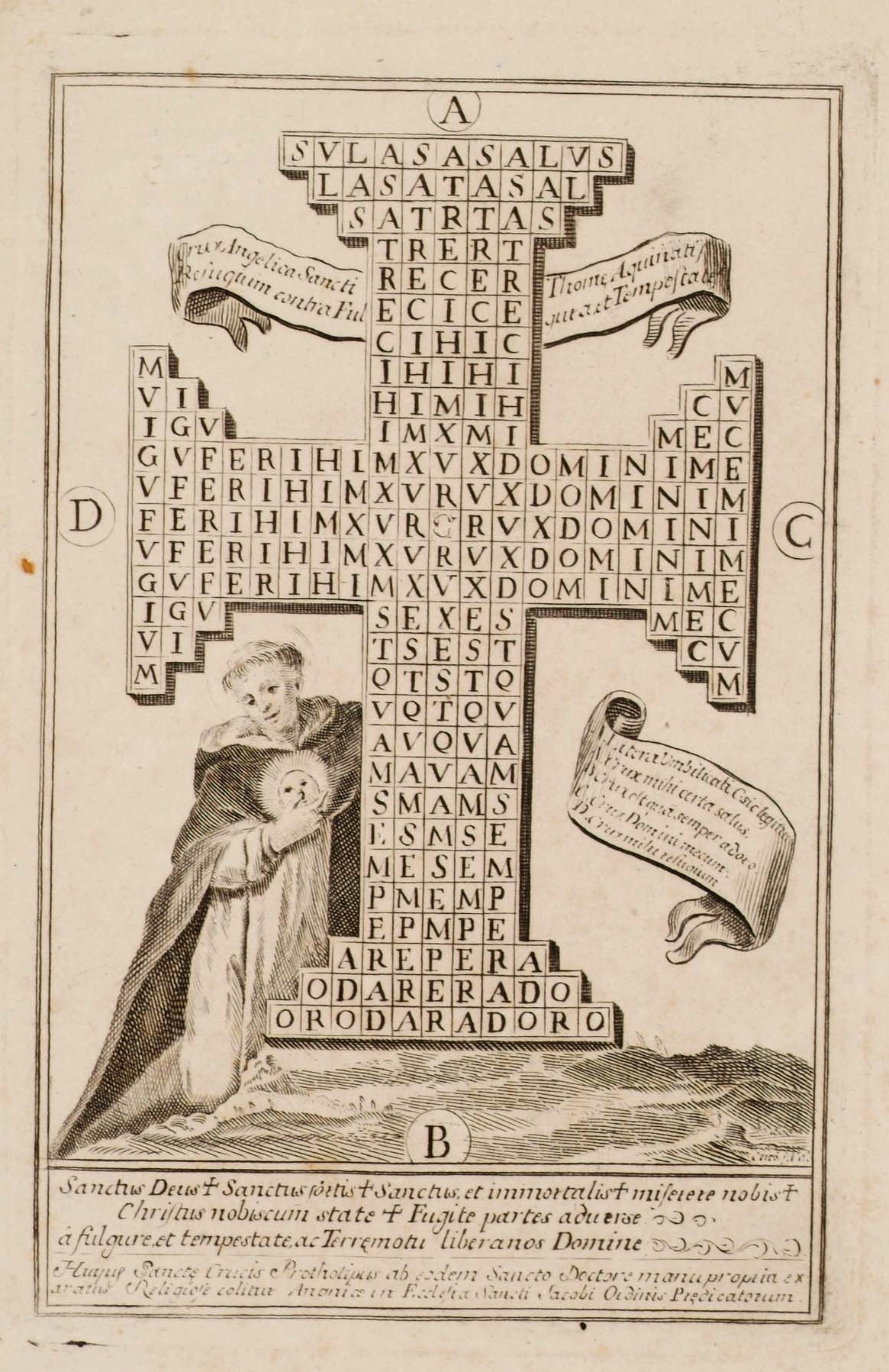
Jeroglífico: cruz del doctor angélico santo Tomás de Aquino contra rayos y tempestades. Buril, firma: Cucó f. Val. Biblioteca Valenciana

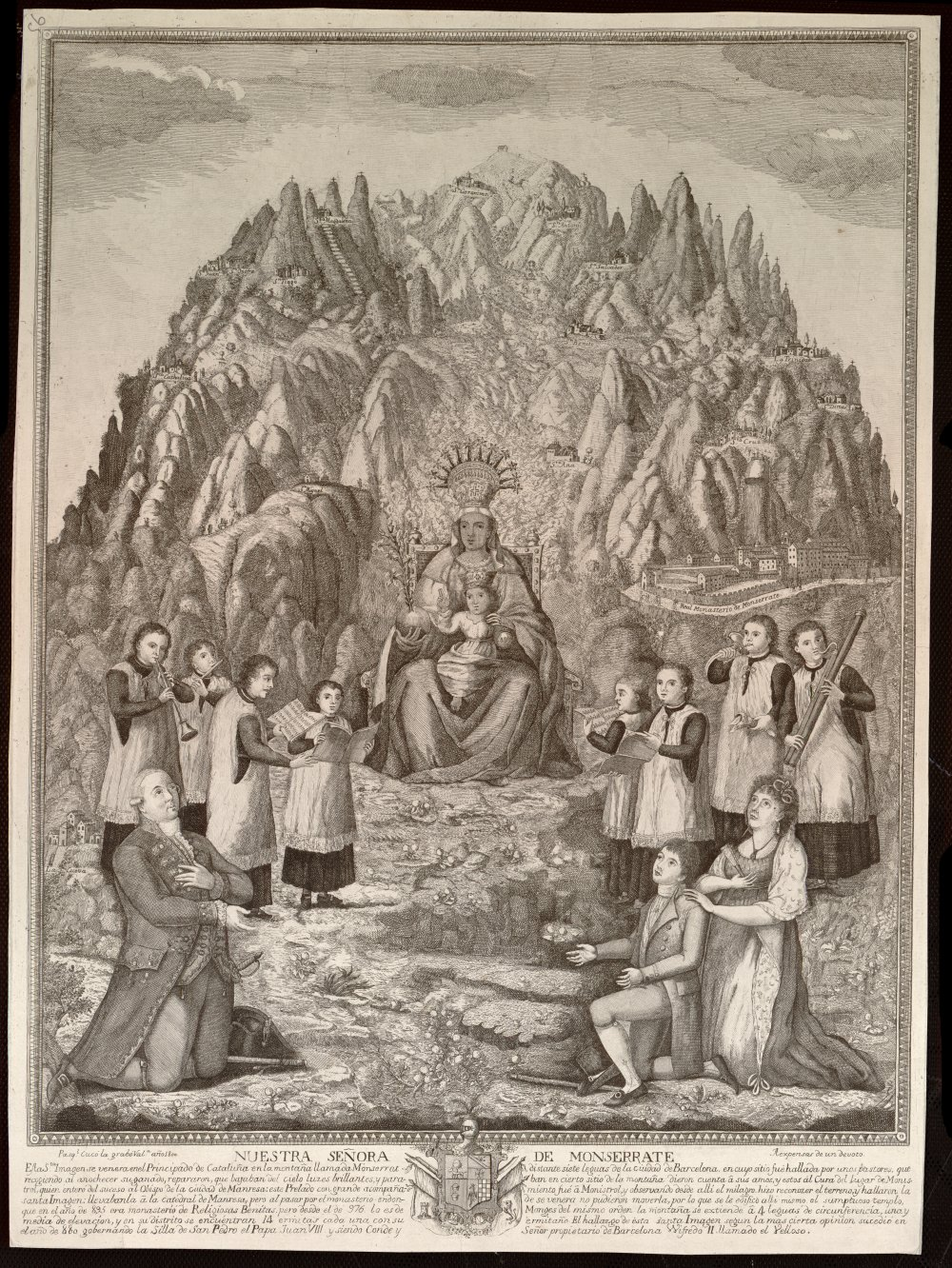
Virgen de Montserrat, talla dulce, 51 x 38 cm. Firma: «Pasq.^{l} Cucó la grabó Val.^{a} año 1800». Madrid. Museo de Historia de Madrid.

Pascual Cucó fue un calcógrafo español activo en Valencia en la segunda mitad del siglo XVIII. Formado en la Real Academia de Bellas Artes de San Carlos de Valencia, en la que tuvo como maestro a Manuel Monfort, en agosto de 1773 fue admitido en ella como académico de mérito.

## Obra
La producción datada de Pascual Cucó, siempre en Valencia, comienza con el retrato fechado en 1751 del venerable Glicerio de Cristo, o Glicerio Landiani, incluido en la obra del padre José de la Concepción, Varones insignes en santidad de vida del Instituto y religión de clérigos regulares pobres de la Madre de Dios de las Escuelas Pías, que salió impresa en Valencia, en la oficina de Agustín Laborda, el mismo año que se fecha la estampa. Su colaboración con las imprentas valencianas, a las que con alguna frecuencia proporcionó escudos, frisos y orlas decorativas, va a continuar con la relación de la Proclamación del Rey nuestro señor don Carlos III [...] en su fidelísima ciudad de Valencia, relación de las fiestas presentada por el regidor perpetuo Mauro Antonio Oller y Bono (Valencia, por la viuda de Orga, 1759), para la que Pascual Cucó abrió la lámina con el tablado y las medallas conmemorativas, así como la del estrado, compartiendo el trabajo con los también grabadores valencianos Hipólito Ricarte y Carlos Francia. Más tarde, en 1783, con motivo de las fiestas organizadas en Valencia por el nacimiento de los infantes gemelos Felipe y Carlos, hijos del futuro Carlos IV, abrió la lámina con el arco triunfal alzado por los mercaderes de vara en la plaza del Mercado según proyecto de Felipe Fontana.
Lleva su firma la lámina calcográfica tras la portada del Vinnius castigatus de Juan Sala Bañuls (Valencia, en la oficina de los hermanos Orga, 1779/1780), lámina que sería reutilizada en las posteriores obras jurídicas del mismo Sala Bañuls, aunque en las figuras el trabajo de Cucó nunca pasó de discreto. También para la imprenta de los Orga abrió las láminas con las máquinas y planta de la fábrica de tejidos de seda de Vinalesa con destino al Tratado del arte de hilar, devanar, doblar y torcer las sedas de José Lapayese (1784). Para la imprenta de Benito Monfort abrió la lámina con el retrato de Juan Palafox y Mendoza para su biografía publicada en Valencia en 1771 con el título Vida espiritual del excelentísimo señor D. Juan de Palafox y Mendoza.
Tomó, por último, el relevo de Juan Fernando Palomino (fallecido en 1793) en las ilustraciones del Atlante español, ó Descripción general geográfica, cronológica, è histórica de España, por reynos y provincias de Bernardo Espinalt y García, a partir del decimocuarto y último volumen de la obra (1795), el dedicado al Reino de Sevilla, en el que llevan la firma de Cucó el mapa general del reino y supuestas vistas de la ciudad de Sevilla desde occidente, Ayamonte, Tarifa, Moguer y Sanlúcar la Mayor.
Dejó también estampas sueltas de devoción, entre ellas las que representan a san Agustín recibiendo la inspiración divina, san Antonio de Padua, el morenito, Nuestra Señora del Carmen como se venera en el altar mayor de su convento en Valencia y Nuestra Señora del Pilar, estampa de reproducción de su imagen como era venerada en el Noviciado del convento de San Francisco.